# Плохой хороший человек
«Плохо́й хоро́ший челове́к» — советский полнометражный цветной художественный фильм, поставленный на киностудии «Ленфильм» в 1973 году режиссёром Иосифом Хейфицем по повести Антона Чехова «Дуэль».
Предпремьерный показ фильма состоялся 28 июня 1973 года; премьера фильма в СССР — 10 декабря 1973 года.
Предыдущая экранизация (фильм «Дуэль») повести Чехова вышла 22 мая 1961 года (режиссёр Татьяна Березанцева, в главной роли снялся Олег Стриженов).

## Сюжет
Сюжет фильма строится на противостоянии двух ярких личностей — Лаевского (Олег Даль) и фон Корена (Владимир Высоцкий). У каждого из них есть свои принципы, своя жизненная позиция.
Для фон Корена Лаевский олицетворяет человеческие пороки. Лаевский же считает фон Корена человеком, способным ради отвлечённых абстрактных идеалов совершать жестокие поступки вплоть до физического устранения ненужных для нового порядка людей. Такого же мнения о фон Корене и доктор Самойленко — приятель главных героев.
До поры до времени рассуждения фон Корена о необходимости сурово карать порочных людей остаются лишь словами. Однажды фон Корен делает оскорбительное замечание Лаевскому, по поводу его «безвыходного положения». Лаевский наносит фон Корену ответное оскорбление. Фон Корен принимает его «вызов на дуэль» (фраза о «вызове» была сказана просто для «красного словца»). Лаевский соглашается драться, поскольку ненавидит фон Корена.
Ни дуэлянты, ни их секунданты толком не знают, как должна проходить дуэль, каковы правила, пытаются припомнить описания у классиков. Фон Корен заранее рассказывает одному из своих друзей, как пройдёт дуэль, и оказывается почти прав. Как он и предполагал, Лаевский стреляет в воздух. О себе фон Корен тоже говорил, что «попадать под суд из-за Лаевского — терять время». Тем не менее, перед дуэлью секунданты вывели его из себя слащаво-примирительными речами, и назло им он делает прицельный выстрел, но промахивается из-за внезапного крика перепуганного дьякона, который пришёл наблюдать за дуэлью из кустов.
Прошедшая рядом смерть сильно меняет Лаевского, он начинает много работать, стараясь отдать наделанные за несколько лет долги, меняется в целом его отношение к людям. Его жена вместо развлечений светской жизни начинает вести хозяйство. Однако эти перемены не вызывают у фон Корена особого оптимизма или радости, воспринимаясь им довольно скептически. Он не верит до конца, что Лаевский действительно способен измениться всерьёз и надолго. Кроме того, после дуэльного промаха фон Корен усомнился и в себе — в том, что он избран судьбой для «улучшения человеческой породы».

## В ролях
- Олег Даль — Иван Андреевич Лаевский
- Владимир Высоцкий — Николай Васильевич Фон Корен, зоолог
- Людмила Максакова — Надежда Фёдоровна
- Анатолий Папанов — Александр Давидович Самойленко, доктор
- Георгий Корольчук — дьякон Яков Победов (роль озвучил Гелий Сысоев)
- Анатолий Азо — Кирилин, пристав (роль озвучил Олег Басилашвили)
- Ашот Меликджанян — Ачмианов, сын хозяина магазина
- Любовь Малиновская — Марья Константиновна Битюгова
- Юрий Медведев — Шешковский
- Андрей Апсолон — Битюгов
- Анхель Гутьеррес — трактирщик татарин Кербалай
- Игорь Ефимов — Бойко, секундант
- Павел Кашлаков — секундант
- Герман Лупекин — Устимович, доктор
- Ашот Нерсесян — Ачмианов, хозяин магазина
- Гелий Сысоев — Сипачёв, сослуживец Лаевского
- Любовь Тищенко — прислуга
- Олег Хроменков — денщик Самойленко

## Съёмочная группа
- Сценарий и постановка Иосифа Хейфица
- Главный оператор — Генрих Маранджян
- Главный художник — Исаак Каплан
- Композитор — Надежда Симонян
- Директор картины — Михаил Генденштейн

## Призы и награды
- 1974 — Приз «Харибда» за лучшее исполнение мужской роли Владимиру Высоцкому на V фестивале наций в Таормине, Италия[2].
- 1974 — Приз «Серебряная пластина» Иосифу Хейфицу за высокие художественные достижения в экранизации произведений Антона Чехова на X МКФ в Чикаго, США[3].

## О съёмках
Я пригласил Высоцкого на картину «Плохой хороший человек», где я был вторым режиссёром. Его, как и других актёров, одели в костюмы. Хейфиц их внимательно осмотрел и сказал художнику по костюмам: «Лиля, вы знаете, меня всё устраивает, только давайте договоримся так: вот на этом сюртуке у него всегда третья пуговица будет полуоторвана, она будет болтаться на одной ниточке». Это был не фокус, ведь его персонаж — холостяк, понятно, отчего у него пуговица болтается. Володя мне сказал: «Женька, знаешь, я у Хейфица всегда буду сниматься, что бы он мне ни предложил!»— Евгений Татарский в программе «Костюм в кино» на «Пятом канале»
- Режиссёр Хейфиц размышлял о названии фильма:

Странно вроде бы звучит! Уверен, что прокатчики на афишах прибавят букву «и» — «Плохой и хороший», — как будто речь идёт о двух разных людях. А ведь смысл в том, что дело идёт об одном. Мы обойдёмся без соединительного «и».— Иосиф Хейфиц «Страницы из кинотетрадей» в журнале «Сеанс»
- Режиссёрская разработка эпизода «Проход Надежды Фёдоровны и пристава Кирилина в дом свиданий»:

Удачно нашли на окраине Ялты старый татарский дом с открытой галереей и лестницей. Это и будет «дом свиданий» Мюридова. Здесь важны прозаизмы, снижение, уничтожение экзотики. Грязный, ветхий дом. Внизу, на галерее, всё хозяйство Мюридова: кухня, мангал, куры, старая утварь, играют дети, жарится что-то на сковороде. Напоминает коммуналку. Это публичный дом, но самого низкого разряда, в масштабе «семейного предприятия».— Иосиф Хейфиц «Страницы из кинотетрадей» в журнале «Сеанс»
- Съёмки фильма начались 5 июля 1972 года и продолжались до конца года. Фильм снимался в Евпатории и по одному эпизоду — в Саках и Ялте[6].
- На съёмках фильма, в Крыму, Владимир Высоцкий осенью 1972 года написал одну из своих известных «военных» песен — «Чёрные бушлаты» («За нашей спиною остались паденья, закаты…»), посвящённую евпаторийскому десанту[7][8].